# Jean-Pierre Blackburn
Pour les articles homonymes, voir Blackburn (homonymie).
Jean-Pierre Blackburn (6 juillet 1948 à Jonquière, Québec - ) est un homme politique québécois, ancien député conservateur de la circonscription fédérale de Jonquière—Alma depuis les élections fédérales de janvier 2006. Il fut défait par le candidat néo-démocrate à l'élection fédérale canadienne de 2011.

## Biographie
Il possède un baccalauréat en administration d'affaires et une maîtrise en études et interventions régionales de l'Université du Québec à Chicoutimi. En 1996, il fonde Blackburn Communications Inc., compagnie spécialisée dans le développement des affaires et les relations publiques.
Sous Brian Mulroney, il est député de 1984 à 1993 ainsi que Secrétaire parlementaire au ministre de la Défense nationale. 
L'élection de Stephen Harper en 2006 marque son retour en politique. Le 6 février 2006 lors de la cérémonie d'assermentation du 28e conseil des ministres du Canada, il est nommé ministre du Travail et ministre de l’Agence de développement économique du Canada pour les régions du Québec. Il est réélu aux élections législatives générales d'octobre 2008 et est nommé ministre du Revenu et ministre d'état à l'Agriculture au sein du cabinet Harper.
En 2011, il est nommé ambassadeur et délégué permanent du Canada auprès de l'UNESCO, à Paris.
Marié à Ginette Laforest, le couple a deux enfants, Marie-Christine et Charles.
En mars 2017, Jean-Pierre Blackburn annonce qu'il sera candidat à la mairie de Saguenay lors des élections municipales de novembre.
Le 7 mai 2017, Jean-Pierre Blackburn devient officiellement le chef du Parti des Citoyens de Saguenay.  Le 14 août 2017, il annonce sa démission à la tête du Parti des Citoyens de Saguenay et confirme sa candidature à la mairie de Saguenay en tant qu'indépendant. Lors de l'élection, il arrive deuxième derrière Josée Néron.